# Pterolophia tuberculatrix
Pterolophia tuberculatrix är en skalbaggsart som först beskrevs av Fabricius 1781.  Pterolophia tuberculatrix ingår i släktet Pterolophia och familjen långhorningar.
Artens utbredningsområde är:
- Kenya.
- Madagaskar.
- Maldiverna.
- Sri Lanka.

Inga underarter finns listade i Catalogue of Life.